# Johannes Lutsch
Johannes Lutsch (n. 28 aprilie 1607, Sibiu, Principatul Transilvaniei – d. 17 noiembrie 1661, Constantinopol, Imperiul Otoman) a fost un primar al Sibiului, comite al națiunii săsești din Transilvania și reprezentant al Universității Săsești. A murit de ciumă, la Istanbul, în timpul unei călătorii diplomatice.

## Scrieri
- Diarium dessen in dem Herrn ruhenden N. V. W. W. Herrn Johannes Lutsch, vormals gewesenen treuen Königsrichter unserer Hauptstadt Hermannstadt, so aus seinen eigenen Manuscriptis von Worten zu Worten herausgegeben 1607–1661. În: Joseph Kemény, Deutsche Fundgruben zur Geschichte Siebenbürgens, Klausenburg [Cluj], 1839, vol. I, pp. 281–336.